# Lost Souls
Pour les articles homonymes, voir Lost Soul.
Albums de Doves
The Last Broadcast
(2002)
Lost Souls est un album de Doves, sorti en 2000.

## L'album
Dédié à Rob Gretton, manager de New Order, l'album est sélectionné pour le Mercury Prize. Peter Notari écrit : « Lost Souls reste à ce jour l'un des meilleurs albums des Doves et le brillant exploit d'un groupe qui a presque tout perdu. »
Il atteint la 16e place des charts britanniques et fait partie des 1001 albums qu'il faut avoir écoutés dans sa vie. 

### Titres
Tous les titres sont crédités au nom des membres du groupe. 
1. Firesuite (4:36)
2. Here It Comes (4:50)
3. Break Me Gently (4:38)
4. Sea Song (6:12)
5. Rise (5:38)
6. Lost Souls (6:09)
7. Melody Calls (3:27)
8. Catch the Sun (4:49)
9. The Man Who Told Everything (5:47)
10. The Cedar Room (7:38)
11. Reprise (1:45)
12. A House (3:40)

### Musiciens
- Jez Williams : guitares électriques et acoustiques, voix
- Jimi Goodwin : voix, basse, guitare acoustique
- Andy Williams batterie, voix, harmonica
- Martin Rebelski : piano sur Here It Comes
- Stuart Warburton : harmonica sur Rise
- Richard Wheatley : piano, claviers sur Firesuite, Sea Song et Break Me Gently
- Kate Evans, Jane Coyle, Barbara Grunthal, Wendy Edison : cordes sur The Man Who Told Everything